# 切爾尼亞特卡
48°29′22″N 29°42′48″E / 48.48944°N 29.71333°E
切爾尼亞特卡（烏克蘭語：Чернятка），是烏克蘭的村落，位於該國西南部文尼察州，由海辛區負責管轄，面積41.2平方公里，海拔高度172米，2024年人口850，人口密度每平方公里34.01人。